# Nagartsé
La ville de Nagartsé, ou Nagarzê, est le siège du Xian de Nagarzê dans la Région autonome du Tibet en Chine. Elle est située à 154 km au sud-ouest de Lhassa et à 100 km à l'est de Gyantsé, à une altitude de 4452 mètres. 
Nagartsé était le siège d'un petit état féodal, rendu célèbre par sa princesse qui donna naissance, en 1617, au 5e dalaï-lama. 
Le dzong de Nagartsé dresse actuellement ses ruines sur une crête dominant la ville. Au sud du fort, un monastère surplombe un arrêt routier.